# Arhopala anamuta
Arhopala anamuta är en fjärilsart som beskrevs av Semper 1890. Arhopala anamuta ingår i släktet Arhopala och familjen juvelvingar. Inga underarter finns listade i Catalogue of Life.